# Ingrid Kempeneers
Ingrid Kempeneers (Sint-Truiden, 20 september 1967) is een Belgisch politica voor de CD&V en burgemeester van Sint-Truiden. 

## Biografie
Kempeneers studeerde industriële scheikunde en was lange tijd actief in de cosmetica-industrie. Ze was jarenlang gemeenteraadslid in Sint-Truiden. In 2016 werd ze schepen van Financiën. Na de gemeenteraadsverkiezingen van 2018 werd ze opnieuw schepen en bleef ze in deze functie tot 2021. Nadat haar partijgenoot Veerle Heeren geschorst werd vanwege deontologische fouten tijdens de COVID-19-pandemie werd Kempeneers van februari tot en met juli 2022 waarnemend burgemeester van Sint-Truiden. Nadien werd de sjerp weer overgedragen aan Heeren en verliet Kempeneers de lokale politiek opnieuw.
In oktober 2022 brak er evenwel opnieuw een crisis uit in de Truidense politiek, toen Heeren vanwege nieuwe schandalen aftrad. Eerste schepen Jelle Engelbosch (N-VA), die automatisch waarnemend burgemeester werd, moest ook afhaken vanwege vermeende deontologische fouten in de aankoop van een stuk grond. Hierna besliste de coalitie (CD&V, N-VA en Open VLD) om Kempeneers voor te dragen als de nieuwe burgemeester van de stad. Ze legde uiteindelijk op 16 december 2022 de eed af. Kempeneers was in 2024 lijsttrekker van de CD&V en kandidaat-burgemeester, maar de partij werd bij de lokale verkiezingen afgestraft en naar de oppositie verwezen. CD&V probeerde vervolgens de uitslag van de verkiezingen aan te vechten bij de Raad voor Verkiezingsbetwistingen omdat er volgens de partij administratieve fouten waren gemaakt en er opvallend veel volmachten waren gebruikt, maar die klacht werd in december 2024 verworpen. Op 6 januari 2025 werd het nieuwe stadsbestuur van Sint-Truiden geïnstalleerd en werd Kempeneers als burgemeester opgevolgd door Ludwig Vandenhove.
Kempeneers is ongehuwd, maar heeft een partner en een dochter. Ze woont in de Truidense deelgemeente Ordingen. 